# Viana do Castelo (Santa Maria Maior e Monserrate) e Meadela
Viana do Castelo (Santa Maria Maior e Monserrate) e Meadela (oficialmente: União das freguesias de Viana do Castelo (Santa Maria Maior e Monserrate) e Meadela é uma freguesia portuguesa do município de Viana do Castelo com 11,86 km² de área e 25 157 habitantes (censo de 2021). A sua densidade populacional é 2 121,2 hab./km².

## História
Foi constituída em 2013, no âmbito de uma reforma administrativa nacional, pela agregação das antigas freguesias de Santa Maria Maior, Monserrate e Meadela com sede em Santa Maria Maior.

## Demografia
A população registada nos censos foi:
| Ano  | 0-14 Anos | 15-24 Anos | 25-64 Anos | > 65 Anos |
| 2001 | 3688      | 3519       | 13287      | 3768      |
| 2011 | 3643      | 2658       | 14442      | 4632      |
| 2021 | 3140      | 2542       | 13570      | 5905      |

À data da junção das freguesias, a população registada no censo anterior foi:
| Freguesia atual                                             | Freguesia atual  | Freguesia atual | Freguesias antigas | Freguesias antigas | Freguesias antigas |
| Freguesia                                                   | População (2011) | Área (km²)      | Freguesia          | População(2011)    | Área(km²)          |
| ----------------------------------------------------------- | ---------------- | --------------- | ------------------ | ------------------ | ------------------ |
| Viana do Castelo (Santa Maria Maior e Monserrate) e Meadela | 25 375           | 11,86           | Santa Maria Maior  | 10 645             | 2,32               |
| Viana do Castelo (Santa Maria Maior e Monserrate) e Meadela | 25 375           | 11,86           | Monserrate         | 4948               | 2,07               |
| Viana do Castelo (Santa Maria Maior e Monserrate) e Meadela | 25 375           | 11,86           | Meadela            | 9782               | 7,47               |